# Dana Vollmer
Dana Vollmer (n. 13 noiembrie 1987, Syracuse⁠(d), New York, SUA) este o înotătoare americană, medaliată olimpică. A participat la 3 ediții ale Jocurilor Olimpice (2004, 2012, 2016) în care a câștigat 6 medalii de aur, o medalie de argint și o medalie de bronz.